# TNFAIP3
종양 괴사 인자, 알파 유도 단백질 3 또는 A20은 인간에서 TNFAIP3 유전자에 의해 인코딩되는 단백질이다.
해당 유전자는 종양괴사인자(TNF)에 의해 발현이 빠르게 유도되는 유전자로 확인됐다. 이 유전자에 의해 암호화된 단백질은 징크핑거 단백질과 유비퀴틴화 효소이며, NF-카파 B 활성화와 TNF 매개 세포사멸을 억제하는 것으로 나타났다. A20 단백질은 고대의 것이며 단백질 상동체는 보존된 단백질 도메인 구성을 가진 자포(산호, 해파리, 아네모네)까지 거슬러 올라간다. TNFAIP3 및 이의 전사 억제인자(즉, KCHIP3)의 녹아웃 마우스 모델을 사용하여 TNFAIP3은 내독소 및 TNF 유발 NF-카파 B 반응을 종료하여 염증을 제한하는 데 중요한 것으로 나타났다. 간단히 말해서, TNFAIP3의 데유비퀴티나제 기능은 내피 부착 접합부에서 VE-카드헤린의 손실을 방지하기 위해 VE-카드헤린에서 유비퀴틴 사슬을 제거하는 것으로 나타났다.